# Strzelce (powiat chełmski)
Strzelce – wieś w Polsce położona w województwie lubelskim, w powiecie chełmskim, w gminie Białopole.
Niegdyś istniała gmina Strzelce. W latach 1975–1998 miejscowość należała administracyjnie do województwa chełmskiego. 
Wieś jest sołectwem w gminie Białopole. Według Narodowego Spisu Powszechnego z roku 2011 wieś liczyła 362 mieszkańców i była trzecią co do liczby ludności miejscowością gminy.
Wierni Kościoła rzymskokatolickiego należą do parafii Matki Bożej Częstochowskiej w Białopolu.

## Historia
Według Słownika geograficznego Królestwa Polskiego z roku Strzelce stanowiły wieś, folwark oraz dobra nad rzeką Bug w powiecie hrubieszowskim, gminie Białopole i parafii greckokatolickiej w Strzelcach. Odległe 22 wiorsty od Hrubieszowa. We wsi była cerkiew parafialna drewniana, szkoła początkowa. Dobra Strzelce alias Dubienka składały się w 1879 r. z folwarków: Strzelce, Horeszkowice, Teremiec, Janostrów i Starosiele. Rozległość dominalna dóbr wynosiła 10 724 mórg w tym: folwark Strzelce gruntów ornych i ogrodów mórg 629, łąk mórg 461, lasu mórg 1625, nieużytków mórg 82. Budynków murowanych było 2, z drzewa 41, las urządzony w kolejce 80 letniej. W dobrach znajdują się 2 młyny wodne, tartak, krochmalnia, pokłady wapna.
W skład dóbr wchodziły poprzednio: wieś Strzelce licząca osad 66, mórg 1107, wieś Janostrów, osad 9, mórg 148, wieś Starosiele osad 12, mórg 129, wieś Bierozowice osad 4, mórg 254; wieś Uchańka osad 57, mórg 1181. Dobra te wchodziły w skład starostwa Dubienka. Cerkiew i parafię powtórnie erygował w Sielcach w 1676 r. Jan III Sobieski. Obecna (opisana w 1879) pochodzi z r. 1847.
26 maja 1943 oddział Armii Krajowej pod dowództwem Krakiewicza spalił wieś i zamordował 22 jej mieszkańców.